# Raimon de Miraval
Raimon de Miraval (ok. 1135/60 - ok. 1220) - langwedocki trubadur, jak sam określił się w swej vida: „biedny rycerz z Carcassonne posiadający mniej niż czwartą część zamku Miraval”. Jego mecensem był Rajmund VI z Tuluzy, bywał łączony z Piotrem II Aragońskim i Alfonsem VIII Kastylijskim. Znany jest również pod pseudonimem „Audiart”.